# Łaski-statútum

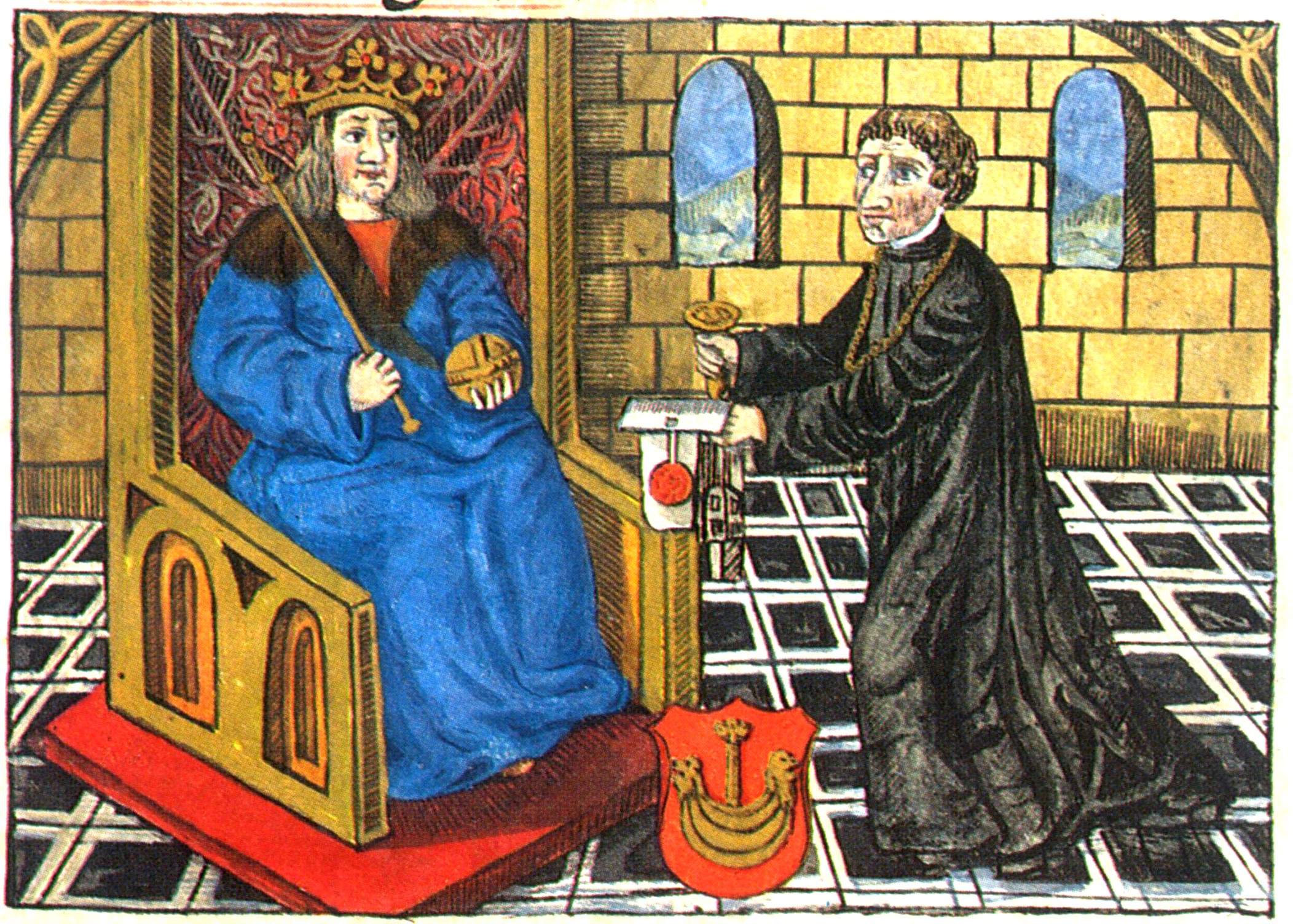
Sándor király és Jan Łaski kancellár

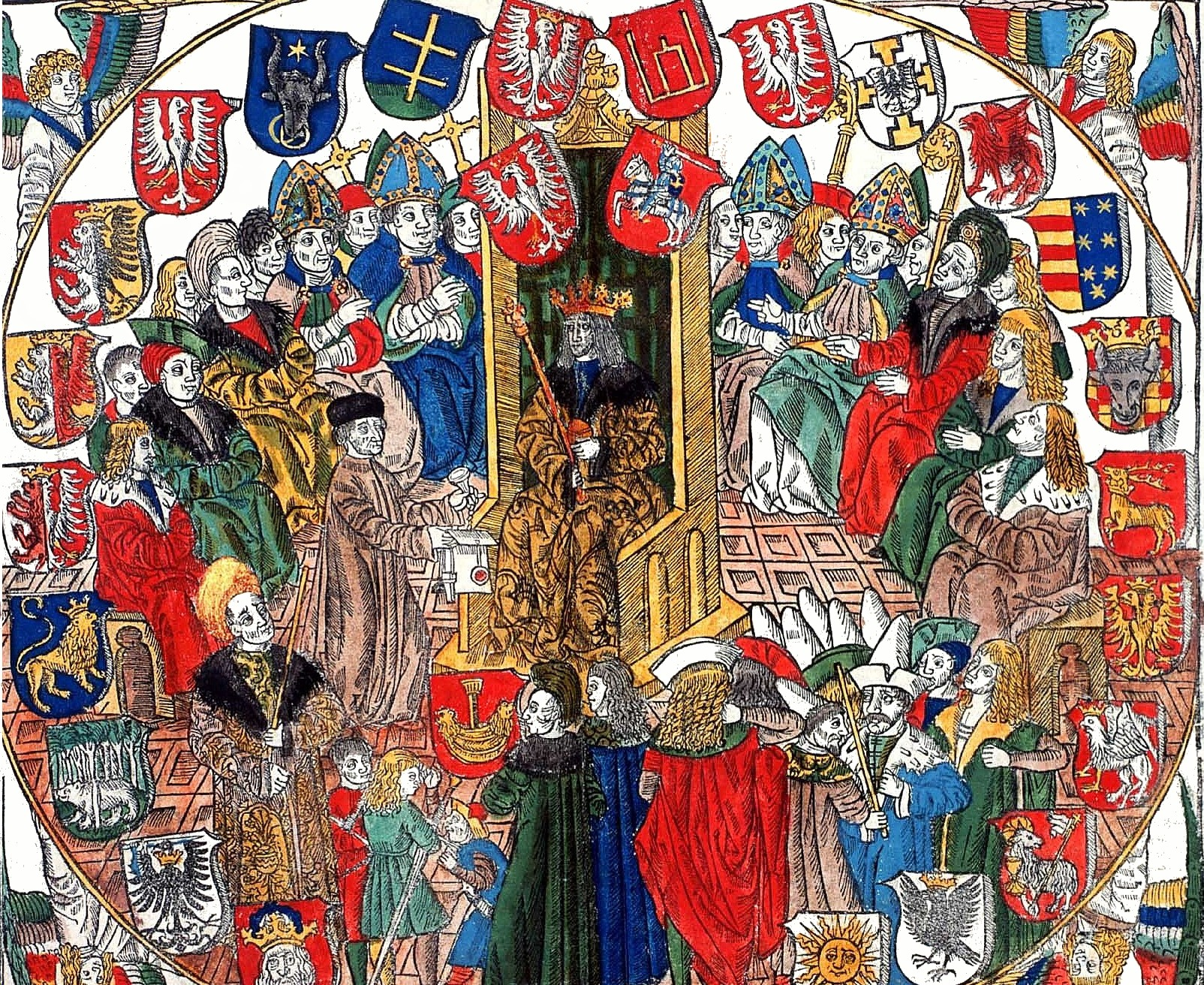
Jan Haller: Bemutatják a Łaski-statútumot a lengyel szenátus előtt.

Łaski-statútum (lengyelül: Statut Łaskiego, latinul: Commune Incliti Poloniae regni privilegium constitutionum et indultuum publicitus decretorum approbatorumque) a Lengyel Királyság 1505-ben elfogadott egységes (kodifikált) törvénygyűjteménye. 1506-ban nyomtatásban is megjelent, ez az első képpel illusztrált lengyel könyv.

## Története
A XV. századtól Kelet-Európában is szükség mutatkozott a tartományonként és városonként eltérő feudális jog összegyűjtésére, válogatására és rendszerbefoglalására, azaz az egységes országos jog megteremtésére, kodifikációjára.  Magyarországon ennek a folyamatnak volt az eredménye I. Mátyás király Decretum Maiusa 1486-ból, és a Werbőczy István által összegyűjtött Hármaskönyv (Tripartitum Opus Iuris) 1514-ből.
A Jagellók korában a lengyel jog egyik kodifikációját Jan Łaski kancellár és prímás végezte, a statútum, ezért az ő nevét viseli. Munkája során szinte valamennyi korábbi lengyel jogszabályt számba vett és megvizsgált. A jogkönyvet az 1505. évi radomi szejm tárgyalta meg. Ez volt az egyetlen hivatalos lengyel feudális törvénygyűjtemény, ugyanis más kodifikációs munkákat később nem iktattak törvénybe. Utóbbiak a Tripartitumhoz hasonlóan szokásjogi úton nyertek alkalmazást.
A törvény kinyomtatását Jan Haller, az egyik legelső lengyel magánnyomdász végezte 1506-ban. A könyv később széles körben ismertté vált, s mint alapvető jogforrás, egészen a 18. század végéig hatályban maradt. Hozzájárult a jogrendszer feudális széttöredezettségének csökkentéséhez és egységesüléséhez, az állam központosításához, valamint a nemesek jogismeretének növeléséhez. A jogszabály idővel meghaladottá, illetve szükségtelenné vált, aminek két oka volt. Egyrészt a felvilágosodásra alapozott és a május 3-i alkotmányban csúcsára jutott lengyel jogfejlődés túlhaladt a feudális jog keretein. Másrészt Lengyelország a három felosztás folyamatában 123 évre elvesztette függetlenségét, jogalkotását 1795 után idegen hatalmak határozták meg. 

## Tartalma
A statútum 720 oldal terjedelmű, s két fő részből áll. Az első rész közjogi és eljárásjogi szabályokat tartalmaz: időrendben az egyes személyeknek vagy csoportoknak adott királyi kiváltságokat (privilégiumokat), a királyi rendeleteket, Krakkó szokásjogi gyűjteményét (Consuetudines terrae Cracoviensis), a szejm konstitúcióit, szerződéseit és nemzetközi megállapodásait, valamint egy perrendtartást (Processus iuris). A második részbe foglalták a szász tükröt, továbbá a magdeburgi és lübecki városi jogkönyveket. Utóbbi tartalmazta a római jog összefoglalását. Mindez a német jog erős befolyását mutatja a lengyel jogra, a cseh vagy a magyar jogfejlődéshez hasonlóan.
Łaski politikai nézetei erősen hatottak a kodifikációs munkára és a statútumban rögzített szövegre. Ennek legfontosabb vonása a köznemesség (szlachta) erősítése a mágnásokkal (főnemesekkel) szemben. A jogkönyvből ennek okán kimaradtak például az 1501. évi mielniki privilégium és a mielniki unió rendelkezései.
Sándor (Aleksander Jagiellończyk) lengyel király csak a gyűjtemény első részét erősítette meg. A Łaski-statútum emiatt kettős jogi jelleggel bír: első része törvénykönyv, második része pedig csak jogkönyv, mivel az uralkodó ez utóbbit nem látta el pecsétjével.

## Fordítás
- Ez a szócikk részben vagy egészben a Statut Łaskiego című lengyel Wikipédia-szócikk ezen változatának fordításán alapul.  Az eredeti cikk szerkesztőit annak laptörténete sorolja fel. Ez a jelzés csupán a megfogalmazás eredetét és a szerzői jogokat jelzi, nem szolgál a cikkben szereplő információk forrásmegjelöléseként.
- Ez a szócikk részben vagy egészben a Łaski's Statute című angol Wikipédia-szócikk ezen változatának fordításán alapul.  Az eredeti cikk szerkesztőit annak laptörténete sorolja fel. Ez a jelzés csupán a megfogalmazás eredetét és a szerzői jogokat jelzi, nem szolgál a cikkben szereplő információk forrásmegjelöléseként.